# 十样锦
十样锦，五代蜀地出产的十种织锦的统称，也是蜀锦的主要品种。
十样锦是铁梗襄荷锦、天下乐锦、长安竹锦、宝界地锦、八答晕锦、宜男锦、雕团锦、狮团锦、象眼锦、方胜锦这十种织锦的统称，其中一些品种的织法流传至今。
十样锦色彩缤纷，华丽大方。冯梦龙在《喻世明言》史弘肇龙虎君臣会一章，形容郭大郎的刺青“近觑四川十样锦，远观洛阳一团花”。